# Śluza Kamienna
Śluza Kamienna (niem. Steinschleuse) – zabytkowy, hydrotechniczny element fortyfikacji miejskich oraz ochrony przed powodziami w Gdańsku, na Dolnym Mieście. Znajduje się pomiędzy bastionem Żubr i bastionem Wilk, w miejscu przecięcia się Motławy z dawną fosą (Opływ Motławy) umocnień miejskich.

## Historia

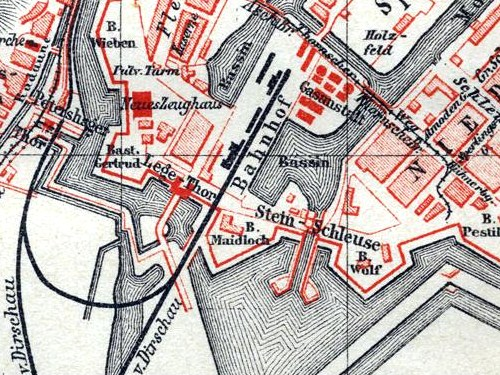
Śluza Kamienna na planie z 1885

Śluza powstała na początku XVII wieku jako nowy element fortyfikacji miejskich, w trakcie tworzenia nowożytnych umocnień wokół Gdańska. Śluzę Kamienną wybudowano w latach 1619-  1624, według projektu Holendrów: Wilhelma Jana Benninga (Ketel) i Adriana Olbrantsa (Alkmarr), pod nadzorem Jana Strakowskiego.
Budowla osadzona jest na wbitych w grunt palach sosnowych na których umieszczony jest ruszt drewniany wypełniony głazami kamiennymi. Ogólne wymiary śluzy (bez przyległości) to 43 m i 27 m, Ściany wzdłużne stanowią dwa mury oporowe o grubości od 2 m do 2,3 m. Pomiędzy nimi znajduje się trzeci mur, który dzieli śluzę na dwie nierówne części: wschodnią (otwartą, stanowiącą śluzę właściwą) oraz zachodnią (sklepioną, stanowiącą kanał dostarczający wodę na koła młyna). Śluza była zamykana czterema parami wrót, które klinowały się między sobą. Nad śluzą znajdował się most zwodzony, który został zastąpiony w połowie XIX wieku stałym.
Dla obrony w 1650 i 1672 śluzę wyposażono w dwie lunety (tzw. Świńskie Głowy), pomiędzy którymi ciągną się dwie kamienne grodzie o długości 100 m, naprowadzające wody Motławy na śluzę. Na końcach grodzi stoją cztery wieżyczki zaporowe - Panny Wodne zwane żartobliwie Czterema Dziewicami - które miały uniemożliwiać przejście wrogich żołnierzy po grodziach.

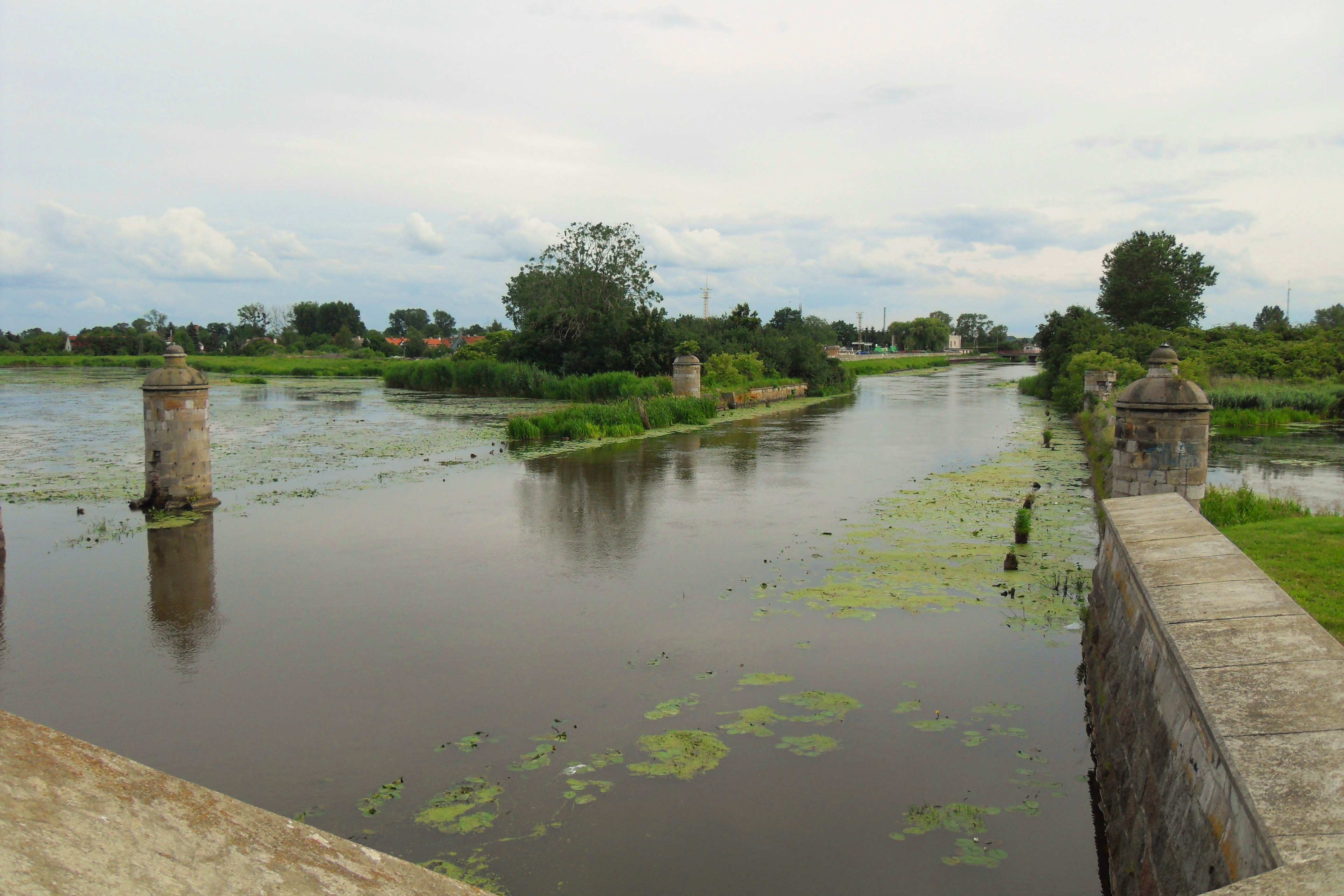
Cztery Dziewice

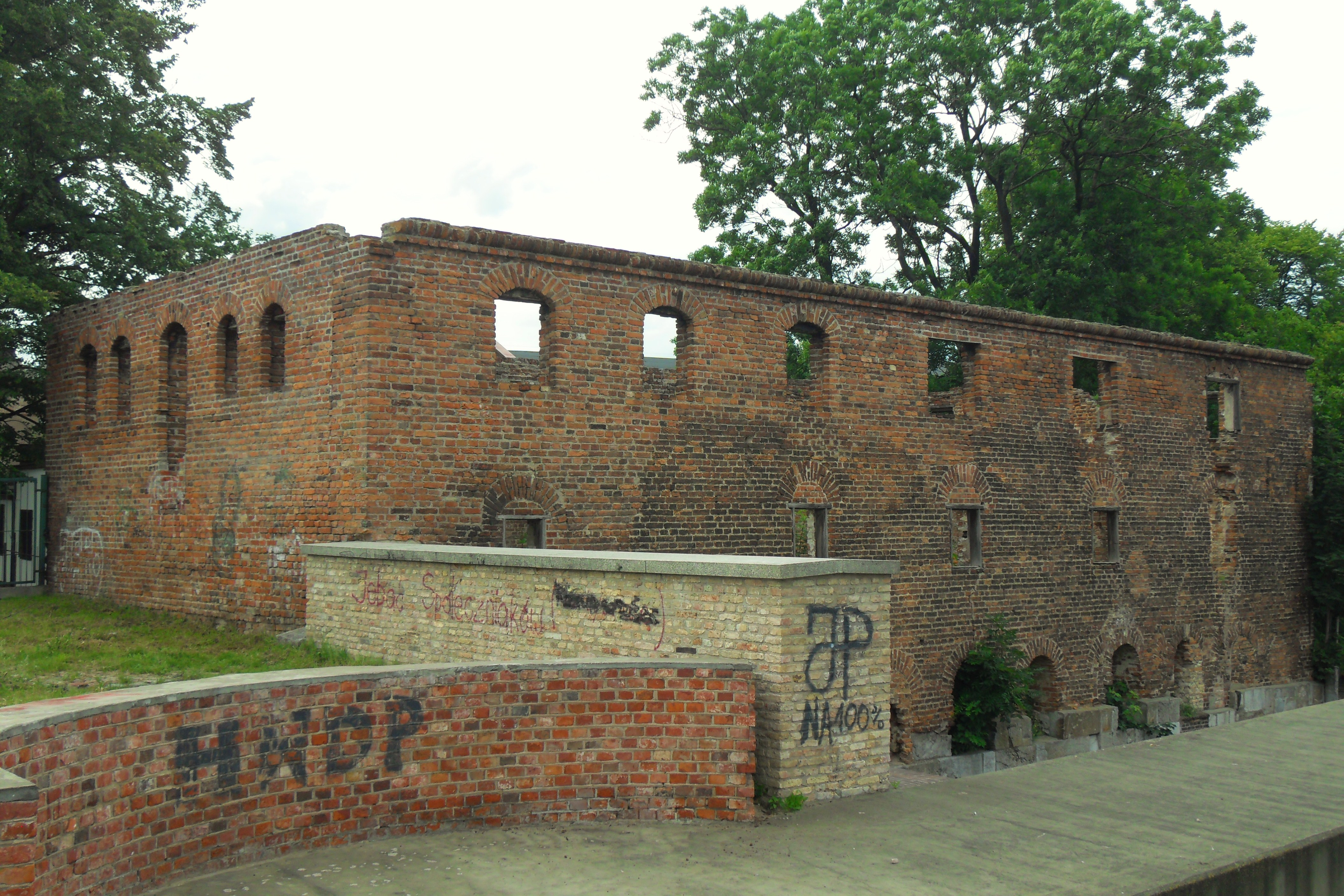
Pozostałości młyna

Celem wzniesienia budowli była regulacja stanu wody w fosach i umożliwienie pracy młyna zapasowego wybudowanego nieopodal śluzy. Młyn pełnił funkcje rezerwową na wypadek, gdyby nieprzyjaciel unieruchomił inne młyny miejskie poprzez zamknięcie kanału Raduni. Śluza była jednym z elementów systemu obronnego, który umożliwiał zastosowanie tzw. " manewru wodnego", który polegał na zalaniu wodą przedpola wokół Gdańska. Uniemożliwiało to dostęp wojskom oblegającym miasto od południa i wschodu. W 1656 r. armia szwedzka odstąpiła od oblężenia po zalaniu przedpola Gdańska. W czasie sztormów na morzu (cofka) śluza chroniła Żuławy przed powodzią (przed zalaniem wodą morską wtłaczaną na Motławę przez północne wiatry).
Renowację oraz rozbudowę przeprowadził w latach 1710-1711 Jan Charpentier.
W 1893 r. nad śluzą poprowadzono towarową linię kolejową na Dolne Miasto i Sienną Groblę, częściowo zachowaną do dziś. Linia ta rozpoczynała się na położonej u podnóża Bastionu Żubr Bramie Kolejowej i biegła do Królewskiej Fabryki Karabinów położonej przy ul. Łąkowej oraz przemysłowych rzeźni położonych przy ul. Angielska Grobla.
W 1902 roku powstało tu ujęcie wody pitnej "Grodza Kamienna", zasilające rejon Starego i Dolnego Miasta. Stojący przy śluzie XVIII-wieczny młyn uległ zniszczeniu w roku 1945, a jego mury zabezpieczono na początku XXI wieku kosztem około 168 tys. zł netto. Właściciel obiektów (Gdańska Infrastruktura Wodno-Kanalizacyjna) planuje ich rewitalizację. W przewidzianym do rozbudowy budynku stacji uzdatniania wody powstanie siedziba spółki, która zajmie też planowany w sąsiedztwie (w miejscu istniejącego baraku) nowy obiekt, mający wg wstępnych koncepcji pełnić funkcję archiwum. Czekający od 1945 na odbudowę zabytkowy młyn zyska funkcję usługową, np. konferencyjną, przy czym planowane jest odtworzenie przynajmniej jednego koła młyńskiego.
W przyszłości w rejonie od Opływu Motławy w kierunku południowo-wschodnim GIWK planuje budowę nowego ujęcia wody z nową technologią jej ujmowania.